# Рогалі
Рогалі — село в Україні, в Шептицькому районі Львівської області. Населення становить 120 осіб.